# 高氯酸
高氯酸（英語：Perchloric acid）是一种无机化合物，化学式为HClO4，是一種強酸，有强烈的腐蚀性、刺激性，通常以无色水溶液的形式存在。高氯酸的酸酐为Cl2O7。高氯酸的酸性强于硫酸、硝酸。热的高氯酸是一种极强的氧化剂，与有机物、还原剂、易燃物（如硫、磷等）接触或混合时有引起燃烧爆炸的危险，但室温下70%以下浓度的高氯酸相对稳定一些。高氯酸常被用来制备一些高氯酸盐，例如火箭燃料的重要成分——高氯酸铵。总而言之，高氯酸具有相当强的腐蚀性和危险性，并且极易形成易爆炸的混合物。

## 制备方法

### 工业制备
高氯酸工业制备有三条路线。传统方法是利用高氯酸钠的较大的溶解度(室温下209g/100ml水)，用盐酸处理高氯酸钠的浓溶液，制备得到高氯酸和氯化钠沉淀:
{\displaystyle {\ce {NaClO4 + HCl -> NaCl + HClO4}}}
制得浓高氯酸可以通过蒸馏来纯化。
另一条路线相较于传统方法而言，更为直接，并避免了高氯酸盐的使用：利用铂电极电解氯水，可在阳极生成高氯酸。
工业上也使用电解氯酸钠的方法生产高氯酸钠，高氯酸可由高氯酸钠和浓硫酸经复分解反应制备：
{\displaystyle {\ce {NaClO4 + H2SO4 -> NaHSO4 + HClO4}}}

### 实验室制备
高氯酸钡和硫酸反应生成硫酸钡沉淀与高氯酸，也可以通过硝酸氧化氯酸铵制备高氯酸，由于铵根的参与，该反应会得到氮氧化物和高氯酸。

## 性质
无水高氯酸在室温下是一种油状液体。高氯酸可以形成至少五种水合物。在水合物中高氯酸根阴离子通过氢键与H2O和H3O+ 相连。 高氯酸可与水形成72.5%质量分数的共沸物，并且市售高氯酸也多以该共沸物的形式出售。但该共沸物和浓硫酸一样，具有很强的吸水性，暴露在空气中会吸收空气中的水。
高氯酸的脱水反应会得到一种非常危险的产物——七氧化二氯：
{\displaystyle {\ce {2HClO4 + P4O10 -> Cl2O7 + H2P4O11}}}

## 主要用途
高氯酸主要被作为生产高氯酸铵的原料，高氯酸铵一般被用作制造火箭燃料。随着航天技术的发展，高氯酸的产量也随之提高，年产量达到了数百万公斤。
高氯酸也是生产液晶过程中的重要原料，同时也是蚀刻铬的良好试剂。而由高氯酸为原料生产的高氯酸镁在钢铁工业中也有应用。

### 酸性
高氯酸是一种很强的质子酸，其Ka值高達1010。相较于其他非配位阴离子，诸如氟硼酸和六氟磷酸易发生水解，而高氯酸就不会发生水解。尽管高氯酸具有一定的危险性，但在合成中，高氯酸仍然经常被使用。出于类似的原因，高氯酸也常被作为离子交换色谱的洗脱剂。

## 安全性
高氯酸具有很强的氧化性，高氯酸和金属（如铝）以及有机物（如木头，塑料等）具有极高的反应活性。高氯酸一定要在具有冲洗功能的通风橱中操作，以防止高氯酸在管道中的堆积，引发危险。